# Joaquim Bonifácio do Amaral
Joaquim Bonifácio do Amaral, barão e visconde de Indaiatuba (Campinas, 3 de setembro de 1815 — Campinas, 6 de novembro de 1884) foi um fazendeiro e político brasileiro. Abolicionista e fazendeiro de café, em Campinas, introduziu, na sua Fazenda Sete Quedas, o trabalho livre em 1852, para o qual contratou trabalhadores brasileiros e também colonos alemães e do Tirol.

## Família
Filho de José Rodrigues Ferraz do Amaral e de Ana Matilde de Almeida Pacheco, casou-se com sua sobrinha Ana Guilhermina Pompeu do Amaral com quem teve uma filha, Elisma do Amaral, que se casou com António Egídio de Sousa Aranha (1838-1859), filho de Francisco Egídio de Sousa Aranha e de Maria Luzia de Sousa Aranha, viscondessa de Campinas. Bisavô de Olavo Egydio de Sousa Aranha Júnior, cofundador do multimilionário Grupo Monteiro Aranha.
O solar no qual viveu em Campinas ainda existe, na Rua Barão de Jaguara.

## Política
Pertenceu a Cavalaria da Guarda Nacional, tendo participado da Batalha da Venda Grande em 7 de junho de 1842 contra os revoltosos liberais. Em 1882 foi um dos responsáveis pelo translado dos mortos de Campinas na Revolução Liberal de 1842 para um cemitério público.
Foi líder Partido Liberal, eleito vereador em 1849 e depois vice-governador de São Paulo.
Foi um dos fundadores de loja Maçônica Independência, em 19 de maio de 1869, da qual foi depois venerável mestre e do Colégio Culto à Ciência.
Participou do Clube da Lavoura da cidade de Campinas.
Em 1874 foi autorizado por força de um decreto a importar e estabelecer até mil colonos, em fazendas de sua propriedade. E como abolicionista em 31 de dezembro de 1875 se antecipando a Lei Áurea, deu liberdade aos seus 130 escravos, oferecendo-lhes emprego regular remunerado.
Hospedou D. Pedro II em seu solar em duas ocasiões, na inauguração da linha da Companhia Mogiana de Estradas de Ferro aonde teve importante participação, em 1875, e três anos mais tarde, durante sua excursão pelo interior da província, no município de Amparo, onde, na Fazenda Salto Grande, repetiu as experiências de trabalho livre europeu.

## Reconhecimentos
Agraciado por D. Pedro II barão em 16 de fevereiro de 1876 fato esse que não foi bem recebido na época por ter sido considerado um título de menor importância face a relevância do fazendeiro paulista cheio de serviços a causa pública. Recebeu o título de visconde, em 19 de julho de 1879. Era cavaleiro e oficial da Imperial Ordem da Rosa.
Joaquim Bonifácio do Amaral em 1887 foi homenageado quando uma das praças do centro de Campinas recebeu o nome de Praça Visconde de Indaiatuba.